# 藏历新年
藏历新年（藏語：ལོ་གསར་，威利转写：lo gsar，THL：losar，意即“新年”），又稱洛萨、羅皇節，是西藏的一个重要节日。藏历新年的庆祝共计15天，主要的庆祝活动在头三天。在藏历新年的第一天會喝青稞酒。洛萨的第二天，藏族会去附近的寺庙，那里的僧侣会举行传统的仪式来驱逐邪恶。在洛萨的第三天，藏族将与家人和朋友一起欢聚一堂。
藏历新年虽然往往与农历新年相近（有时差一天或一月或一月又一天），但一般不认为是文化相关的假日。
中华人民共和国西藏自治区通常就藏历新年放假七日（如与农历新年日期相同或相差不久，则与春节假期合并）；部分其它藏族自治地方也会放假一至三日。
不丹和蒙古国也庆祝藏历新年。尼泊尔新年称为Losar或Lhochaar，夏尔巴人、塔芒人和古隆人的年龄通常都用藏历来计算。

## 日期
绝大部分藏区都以藏历正月初一为新年，该习俗源自于《金光明经》和藏医《四续》派的学说，其中《金光明经》是9世纪有由汉文转译为藏文的。传说藏族先民曾在夏季庆祝新年，雅鲁藏布江中游地区的望果节就是古代六月过年的文化遗存。根据《旧唐书·吐蕃传》及《新唐书·吐蕃传》记载，吐蕃时期曾以麦熟为新年。工布地区在每年的藏历十月初一庆祝新年，称“工布洛萨”（工布新年）； 以日喀则为中心的后藏地区，农民往往提前在藏历十二月初一庆祝新年，称“索朗洛萨”，汉语一般译为“农民新年”或“农事新年”，汉语中也称“后藏新年”。在云南省迪庆藏族自治州，因为当地藏族同时庆祝农历春节和藏历新年，因此称藏历新年为“阿达拉斯”（僧侣新年）。
由于置闰和纪日的差异，藏历新年与农历新年的日期不一定重合，存在重合、相差一天、相差一个月或相差一个月零一天四种情况。

## 歷史
洛薩的起源早於佛教傳入之時，它本是西藏本土宗教苯教的傳統，源於苯教徒在冬季祭祀的習俗。第九代象雄王「普德貢傑」（Pude Gongyal，317年-398年）在位時期該節日與西藏本土的豐收節合并，形成一年一次的洛薩。

## 習俗
藏历新年是藏族人民一年中最为重视、最为喜庆和最为隆重的一个传统节日，有著以下習俗：
- 农民在收割时，会将第一刀割下的青稞留下来，作为欢度新年时献给神灵的供品，牧民则要留下母牛每次生下小牛的头道奶，用以打出酥油在新年时敬献给菩萨。人民要把压在箱子底一年都舍不得穿戴的最好衣服拿出来穿上，并把房屋外墙粉刷得洁白美观，把屋子从里到外都打扫得干干净净。
- 在准备年货的过程中，家家户户會制作一个名叫“切玛”的五谷斗，这种五谷斗是在绘有彩色花纹的木盒左右分别盛放炒麦粒和酥油拌成的糌粑，上面插上青稞穗和酥油塑制的彩花。同时，藏族家庭的主妇们会用水浸泡一碗青稞种子，使其在新年时节长出一、二寸长的青苗，等到过年时将“切玛”和麦苗一并供奉在神案正中，祈祷来年五谷丰登。
- 在藏历年期间，亲朋好友们会相互登门拜年祝贺，互赠哈达，互道“扎西德勒”（吉祥如意）和“洛萨尔桑”（新年好），在聚會上放鞭炮，喝青稞酒、酥油茶。
- 擅长歌舞的藏族人民亦會聚集在广场上演藏戏、跳锅庄；角力、投掷、拔河、赛马、射箭等一系列传统民俗活动也会在此间进行。

## 假期
《全国年节及纪念日放假办法》第四条规定，“少数民族习惯的节日，由各少数民族聚居地区的地方人民政府，按照各该民族习惯，规定放假日期。”

## 洛薩歷年日期（2008年起）
| 公曆         | 绕迥周期（第十五繞迥） | 日期（公曆） | 生肖   |
| ------------ | ---------------------- | ------------ | ------ |
| 2008年       | 土鼠年                 | 2月21日      | 陽土鼠 |
| 2009年       | 土牛年                 | 2月10日      | 陰土牛 |
| 2010年       | 鐵虎年                 | 3月1日       | 陽鐵虎 |
| 2011年       | 鐵兔年                 | 2月18日      | 陰鐵兔 |
| 2012年       | 水龍年                 | 2月8日       | 陽水龍 |
| 2013年       | 水蛇年                 | 2月26日      | 陰水蛇 |
| 2014年       | 木馬年                 | 2月15日      | 陽木馬 |
| 2015年       | 木羊年                 | 3月6日       | 陰木羊 |
| 2016年       | 火猴年                 | 4月23日      | 陽火猴 |
| 2017年       | 火鷄年                 | 2月23日      | 陰火鷄 |
| 2018年       | 土狗年                 | 3月2日       | 陰土狗 |
| 2019年       | 土豬年                 | 2月20日      | 陰土豬 |
| 21世紀20年代 |                        |              |        |
| 2020年       | 鐵鼠年                 | 2月23日      | 陽鐵鼠 |
| 2021年       | 土牛年                 | 2月12日      | 陰土牛 |
| 2022年       | 水虎年                 | 3月1日       | 陽水虎 |
| 2023年       | 水兔年                 | 2月21日      | 陰水兔 |
| 2024年       | 木龍年                 | 2月10日      | 陽木龍 |
| 2025年       | 木蛇年                 | 2月28日      | 陰木蛇 |